# Rabbi Alexandri
Rabbi Alexandri (judéo-araméen babylonien : רבי אלכסנדרי var. Alexander, Alexandraï, Alexandros) est un Amora (docteur du Talmud) galiléen du Ier siècle. Disciple de Rabbi Yohanan, il transmet aussi de nombreux enseignements de Rabbi Yehoshoua ben Levi, cultivant comme lui l’exégèse non-légale de la Bible. 